# Arnold (condado de Mendocino)
Arnold es un área no incorporada ubicada en el condado de Mendocino en el estado estadounidense de California.

## Geografía
Arnold se encuentra ubicada en las coordenadas 39°31′8″N 123°23′37″O / 39.51889, -123.39361.